# 텍토필로사목
텍토필로사목(Tectofilosida)은 리자리아계에 속하는 원생생물 목의 하나이다. 이전에는 이 분류군을 유각사상근족충목(有殼絲狀根足蟲目, Gromiida) 또는 유각사상근족충아목(有殼絲狀根足蟲亞目, Gromiina)으로 분류했다. 그러나 분자생물학적 연구를 통해, 이 분류군에서 유각사상근족충속(Gromia)을 분리하여 별도로 분류하고 이름을 바꾸었다. 이 분류군은 사족충류로 분류하고 있으며, 크리오테코모나스속과 같은 편모충류로부터 발달한 것으로 추정하고 있다. 그러나 상세 연구는 몇몇 사례에 불과하며, 그 때문에 각 분류군간의 관계와 단계통군인지 여부는 아직 확실치 않다.

## 하위 분류
- Amphitremidae
- Chlamydophryidae
- Psammonobiotidae
- 의꽃병벌레과 (Pseudodifflugiidae)
- Volutellidae